# Anisodes acuta
Anisodes acuta är en fjärilsart som beskrevs av Moore 1887. Anisodes acuta ingår i släktet Anisodes och familjen mätare. Inga underarter finns listade i Catalogue of Life.